# Lepidomys irrenosa
Lepidomys irrenosa is een vlinder uit de familie van de snuitmotten (Pyralidae). De wetenschappelijke naam van de soort is voor het eerst geldig gepubliceerd in 1852 door Achille Guenée. De soort werd ontdekt in de staat New York. Guenée plaatste de soort in een nieuwe geslacht Lepidomys, weliswaar onder voorbehoud omdat hij slechts beschikte over een enkel, niet erg goed bewaard specimen.